# LGA3647
LGA3647（別名：Socket P）は、ランド・グリッド・アレイ (Land grid array) を採用したインテル製CPUソケットで、LGA2011の後継にあたる規格の1つである。

## 概要
Skylakeに使用され、ハイエンドデスクトップ向け、およびサーバ向けCPUソケットとなる。2016年6月に発表された。外観は従来のソケットと異なり長方形になっており、Socket G34に似た外見となっている。ランド（陸=平たい接点）が名前の通り、3,647個になる。もちろん従来のソケットとの互換性はない。
DDR4 SDRAMを使用し、6チャネルまでサポートする。

## 採用製品

### LGA3647 (Socket P)
CPU
- Intel
  - Skylake-SP/W
  - Cascade Lake-SP/W

チップセット
- Intel
  - C620 Series

### LGA3647-1 (Socket P1)
CPU
- Intel
  - Xeon Phi
    - Knights Landing / Knights Mill

チップセット
- Intel
  - C612